# Svartskator
Svartskator (Platysmurus) är ett litet släkte i familjen kråkfåglar inom ordningen tättingar. Släktet omfattar endast två arter:
- Malackasvartskata (P. leucopterus)
- Borneosvartskata (P. aterrimus)

Tidigare behandlades de som en och samma art, "svartskata", P. leucopterus.